# Cseljabinszki terület
A Cseljabinszki terület (oroszul: Челябинская область) az Oroszországi Föderáció egyik régiója. Székhelye Cseljabinszk. Határos Kazahsztánnal, a Szverdlovszki területtel, a Kurgani területtel, Baskírfölddel és az Orenburgi területtel. 2010-ben népessége 3 476 217 fő volt.

## Népesség

### Nemzetiségi megoszlás
A lakosság döntő többsége orosz nemzetiségű, de jelentős kisebbség a tatár és a baskír. Rajtuk kívül nagyobb számban élnek még ukránok, kazakok, németek, fehéroroszok, mordvinok, örmények, nagajok, tadzsikok, azeriek, csuvasok és üzbégek.
Nemzetiségi összetétel:
|              | 1959-es népszámlálás | 1989-es népszámlálás | 2002-es népszámlálás | 2010-es népszámlálás |
| ------------ | -------------------- | -------------------- | -------------------- | -------------------- |
| oroszok      | 2 372 164 (79,69%)   | 2 929 507 (80,98%)   | 2 965 885 (82,31%)   | 2 829 899 (81,41%)   |
| tatárok      | 190 227 (6,39%)      | 224 605 (6,21%)      | 205 087 (5,69%)      | 180 913 (5,2%)       |
| baskírok     | 88 480 (2,97%)       | 161 169 (4,45%)      | 166 372 (4,62%)      | 162 513 (4,67%)      |
| ukránok      | 134 335 (4,51%)      | 109 615 (3,03%)      | 76 994 (2,14%)       | 50 081 (1,44%)       |
| kazakok      | 22 813 (0,77%)       | 33 230 (0,92%)       | 36 219 (1,01%)       | 35 297 (1,02%)       |
| németek      | 48 675 (1,64%)       | 39 215 (1,08%)       | 28 457 (0,79%)       | 18 687 (0,54%)       |
| fehéroroszok | 31 276 (1,05%)       | 29 068 (0,8%)        | 20 355 (0,56%)       | 13 035 (0,37%)       |
| mordvinok    | 30 540 (1,03%)       | 27 095 (0,75%)       | 18 138 (0,5%)        | 12 147 (0,35%)       |
| összesen     | 2 976 625            | 3 617 752            | 3 603 339            | 3 476 217            |

### Települések
A Cseljabinszki terület városai a következők:
- Cseljabinszk, a terület székhelye
- Verhnyij Ufalej
- Zlatouszt
- Karabas
- Kopejszk
- Kistim
- Lokomotyivnij
- Magnyitogorszk
- Miassz
- Ozjorszk
- Sznyezsinszk
- Trjohgornij
- Troick (Cseljabinszki terület)
- Uszty-Katav
- Csebarkul
- Juzsnouralszk

## Közigazgatás és önkormányzatok

### Politikai vezetés
A Cseljabinszki terület élén a kormányzó áll.
- Borisz Alekszandrovics Dubrovszkij: 2014. szeptember 24. – 2019. március 19., ekkor nyugdíjazását kérte.

Korábban a Magnyitogorszki Kohászati Kombinát vezérigazgatója volt.
- Alekszej Leonyidovics Tyekszler: 2019. március 19. – Putyin elnök rendeletével a kormányzói feladatokat ideiglenesen ellátó megbízott. Megbízatása a következő választásig szólt (2019. szeptember).[3]

A 2019. szeptember 8-i választáson kormányzóvá választották. Beiktatták hivatalába: szeptember 20-án.
A járások és 2010. évi népességük:
| Magyar név              | Orosz név              | Székhely            | Lélekszám |
| ----------------------- | ---------------------- | ------------------- | --------- |
| Agapovkai járás         | Агаповский район       | Agapovka            | 34 779    |
| Argajasi járás          | Аргаяшский район       | Argajas             | 41 387    |
| Asai járás              | Ашинский район         | Asa                 | 32 898    |
| Bredi járás             | Брединский район       | Bredi               | 28 498    |
| Csebarkuli járás        | Чебаркульский район    | Csebarkul           | 29 606    |
| Cseszmai járás          | Чесменский район       | Cseszma             | 20 185    |
| Jemanzselinszki járás   | Еманжелинский район    | Jemanzselinszk      | 21 868    |
| Jetkuli járás           | Еткульский район       | Jetkul              | 30 697    |
| Kartali járás           | Карталинский район     | Kartali             | 20 256    |
| Kaszli járás            | Каслинский район       | Kaszli              | 17 680    |
| Katav-ivanovszki járás  | Катав-Ивановский район | Katav-Ivanovszk     | 15 327    |
| Kizilszkojei járás      | Кизильский район       | Kizilszkoje         | 25 876    |
| Korkinói járás          | Коркинский район       | Korkino             | 24 314    |
| Krasznoarmejszkij járás | Красноармейский район  | Miasszkoje          | 41 710    |
| Kunasaki járás          | Кунашакский район      | Kunasak             | 30 112    |
| Kuszai járás            | Кусинский район        | Kusza               | 29 392    |
| Nagajbak járás          | Нагайбакский район     | Fersampenuaz        | 20 927    |
| Nyazepetrovszki járás   | Нязепетровский район   | Nyazepetrovszk      | 18 261    |
| Oktyabrszkojei járás    | Октябрьский район      | Oktyabrszkoje       | 21 097    |
| Plaszti járás           | Пластовский район      | Plaszt              | 8 624     |
| Szatkai járás           | Саткинский район       | Szatka              | 39 371    |
| Szosznovkai járás       | Сосновский район       | Dolgogyerevenszkoje | 60 941    |
| Troicki járás           | Троицкий район         | Troick              | 28 059    |
| Ujszkojei járás         | Уйский район           | Ujszkoje            | 26 184    |
| Uvelszkiji járás        | Увельский район        | Uvelszkij           | 31 867    |
| Varnai járás            | Варненский район       | Varna               | 27 357    |
| Verhnyeuralszki járás   | Верхнеуральский район  | Verhnyeuralszk      | 36 198    |